# Maurice Pierre Célestin Berger
Maurice Pierre Célestin Berger est un homme politique français né le 25 septembre 1852 à Chiddes (Nièvre) et décédé le 10 avril 1900 dans la même ville.

## Biographie
Agriculteur, maire de Chiddes et conseiller général du canton de Luzy, il est député de la Nièvre de 1885 à 1889, siégeant à l'extrême gauche (groupe radical).

## Sources
- « Maurice Pierre Célestin Berger », dans Adolphe Robert et Gaston Cougny, Dictionnaire des parlementaires français, Edgar Bourloton, 1889-1891 [détail de l’édition]
- « Maurice Pierre Célestin Berger », dans le Dictionnaire des parlementaires français (1889-1940), sous la direction de Jean Jolly, PUF, 1960 [détail de l’édition]